# Белый мост (Вране)
Белый мост (серб. Бели мост; также известен как мост любви) — мост во Вране на юго-востоке Сербии. Построен в 1844 году в период османского правления. Мост расположен над рекой Вране, на улице Девета Юговича. Одна из главных туристических достопримечательностей и символ Вране, изображён на гербе города. Памятник культуры Сербии.

## Расположение и описание
Белый мост расположен на улице Девета Юговича во Вране, в непосредственной близости от церкви Святой Параскевы, в народе известной как Крстата джамия (Крстата џамија). Он пересекает реку Вране. Белый мост также известен как мост любви (мост љубави).
Для строительства моста использовался камень, он относится к османскому архитектурному стилю. Силуэт сооружения характеризуется арочной формой, вершинами и центральным возвышением.

## История
Мост построен в 1844 году, в период турецкого владычества.
Согласно легенде, мост был построен в память о несчастной любви между Айшей, турецкой девушкой-мусульманкой, и Стояном, сербским пастухом-христианином. Айша, дочь Селим-паши, османского наместника в Вране, влюбилась в Стояна, и однажды, когда они встретились у реки (что считается харамом), Селим увидел их. Затем Селим попытался убить Стояна, но случайно убил собственную дочь, которая закрыла своим телом любимого юношу. После этого Стоян покончил с собой. На месте, где произошла эта трагедия, и был построен мост.

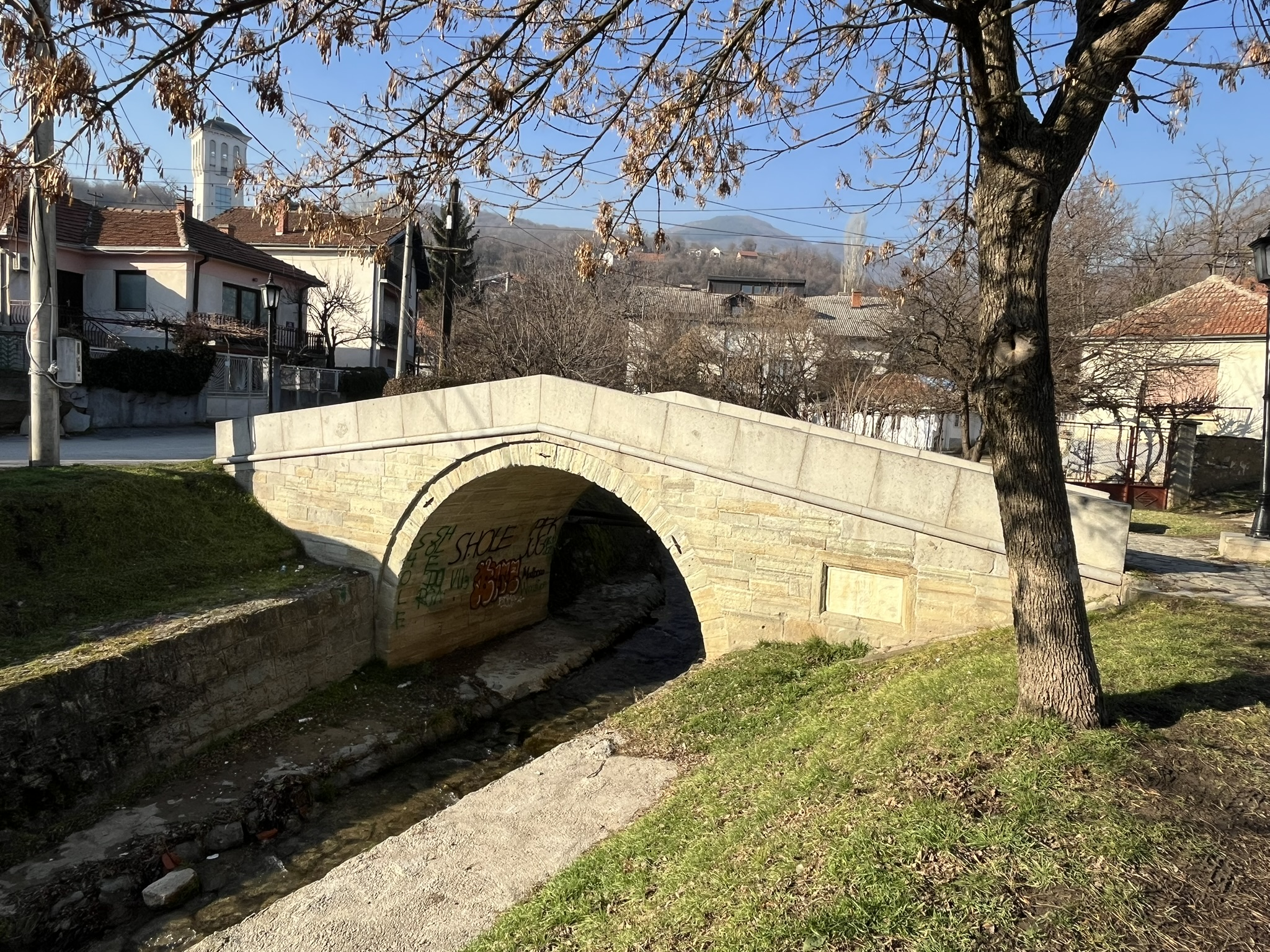
Белый мост в 2024 году. Внутри арки моста видны граффити

Между тем, легенда об истории моста, несмотря на своё распространение, не подтверждается историческими сведениями. Из тариха (таблички), расположенного на мосту, известно лишь то, что мост был возведён в 1844 году и его пожертвовала некая Айша, посвятив мост себе и памяти своих родителей. В Османской империи традиция благотворительных завещаний (вакафов) насчитывала века, поэтому, скорее всего, этот мост был воздвигнут как пожертвование богатой мусульманской семьи. Подробности жизни Айши и её родителей неизвестны. Если её потомки вообще существовали и проживали в Вране, то, скорее всего, они эмигрировали из этих краёв — как и многие другие мусульмане города — не позднее 1878 года, когда Вране был освобождён.
В 2006 году проведена генеральная реконструкция сооружения стоимостью 1,4 млн динаров. Проводилась реконструкция совместно с Институтом по защите памятников культуры Ниш. С момента реконструкции мост часто подвергался вандализму в виде граффити, в связи с чем его внешний вид несколько раз восстанавливался.

## Мраморная табличка
В мост вмонтирована мраморная табличка с надписями, сохранившаяся до наших дней. Надписи расположены в четыре ряда, с указанием 1260 года по хиджре как года постройки моста (1844 год по современному календарю). Они выполнены на османском варианте турецкого языка арабским письмом, а небольшая часть текста написана на арабском языке. Османский язык, являющийся вариантом современного турецкого, был официальным языком Османской империи.
Перевод надписи на мосту был выполнен в 1960 году востоковедом и историком Хасаном Калеши. Перевод текста, расположенного слева, гласит: «Благодетель и благодеятель тот, кто жаждет рая и высокого положения. Айша Ханум, дочь вечного раба. Да простит ей и её родителям грехи». В центральной части таблички находится каллиграфическая надпись «О Хранитель!», что является одним из имён Бога в исламе. Под ней указана дата — «Г. 1260».
Продолжение текста с правой стороны в переводе с османского языка звучит следующим образом: «Этот мост зовётся Белый и предназначен для облегчения. Воды, текущие под ним, даруют людям здоровье. Пусть прохожие пройдут ещё раз, чтобы убедиться в этом. О Мухаммад избранный, заступись за владельца моста».

## Значение и культурное наследие
Белый мост — одна из главных туристических достопримечательностей и символ Вране, а также изображён на гербе города.
В 1983 году мосту присвоен статус памятника культуры как вида недвижимого культурного населения под номером СК 324. В реестре он назван «Старым мостом во Вране». За сохранность моста отвечает Институт по защите памятников культуры Ниш.

## Галерея

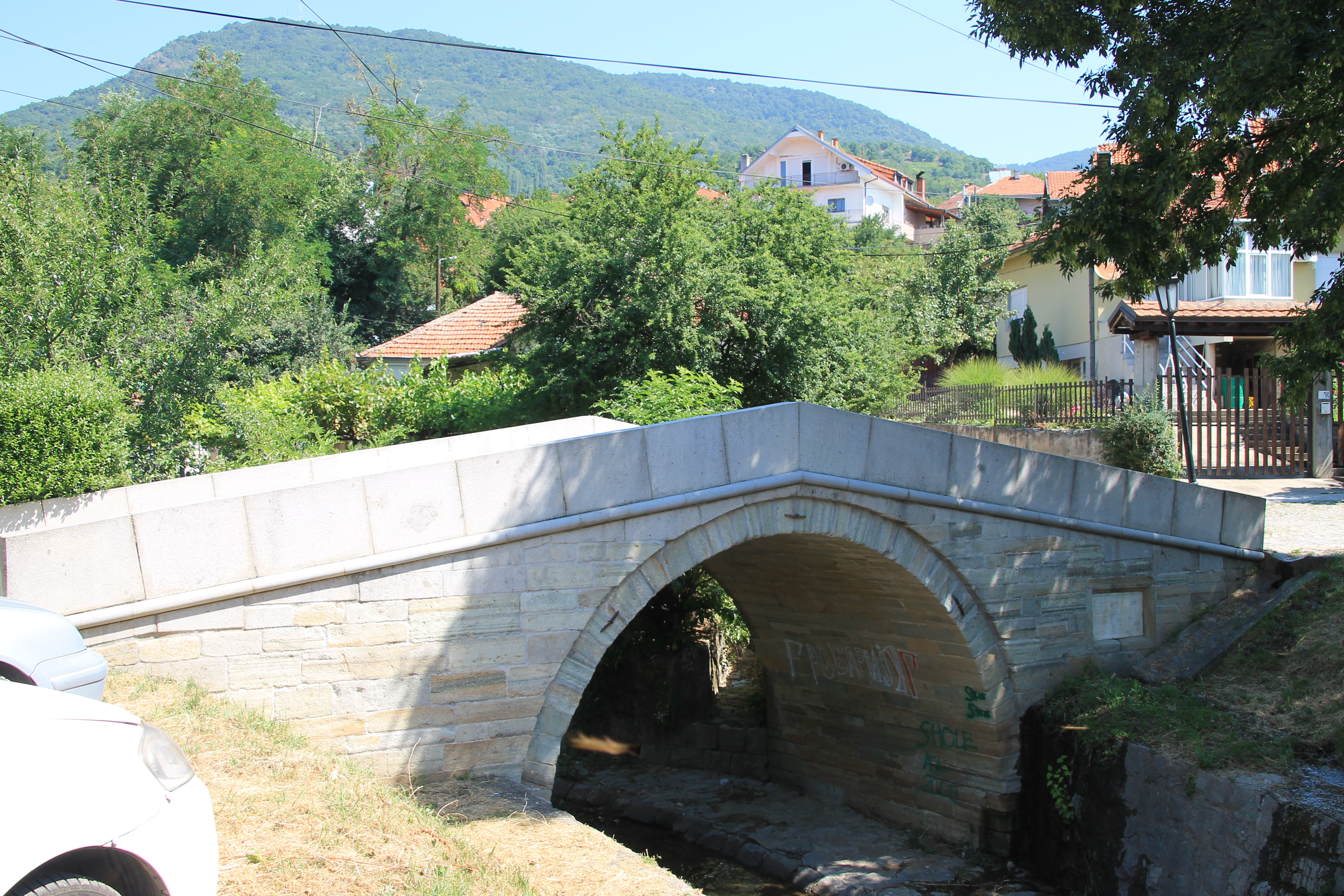
Мост в 2024 году
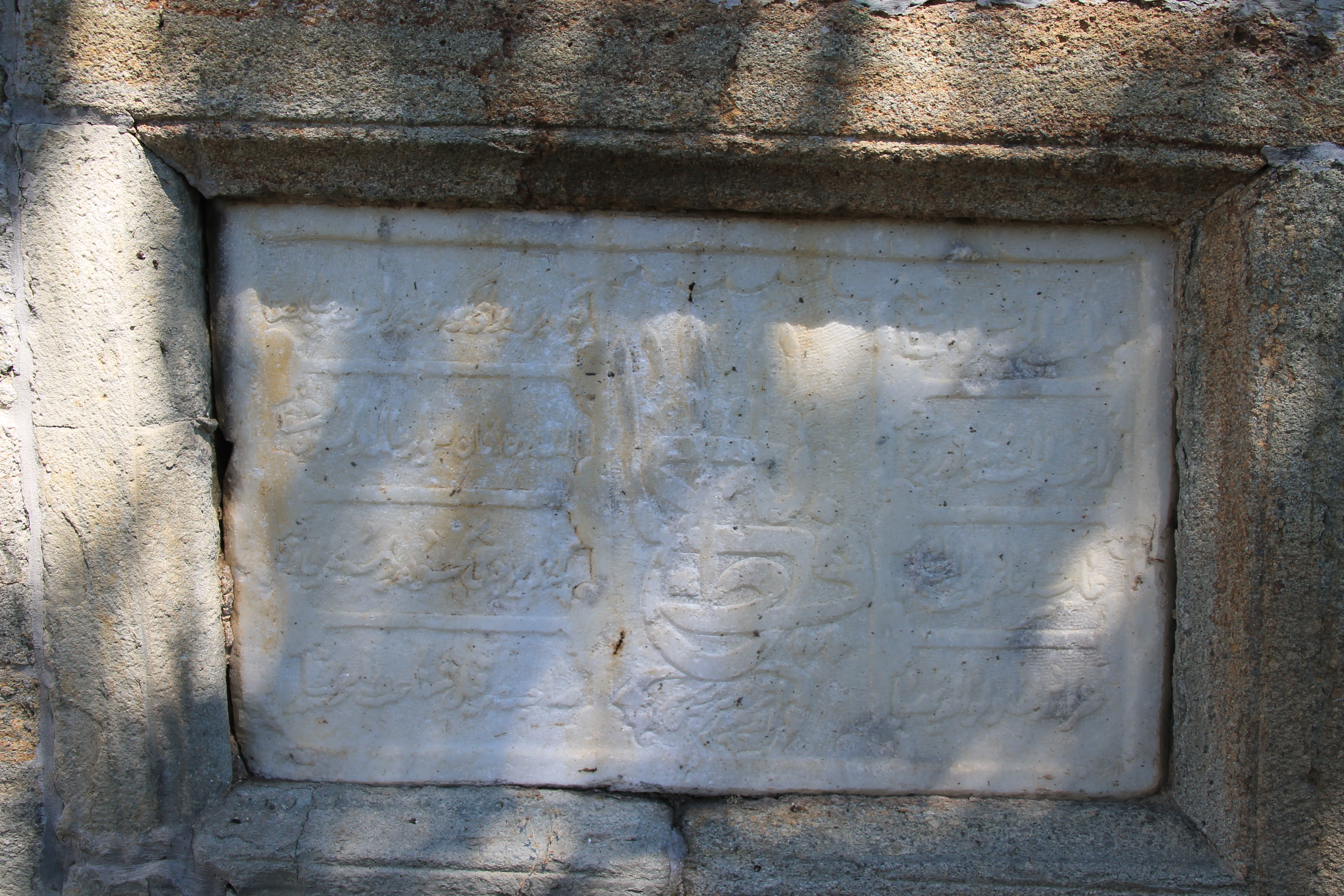
Табличка с надписью
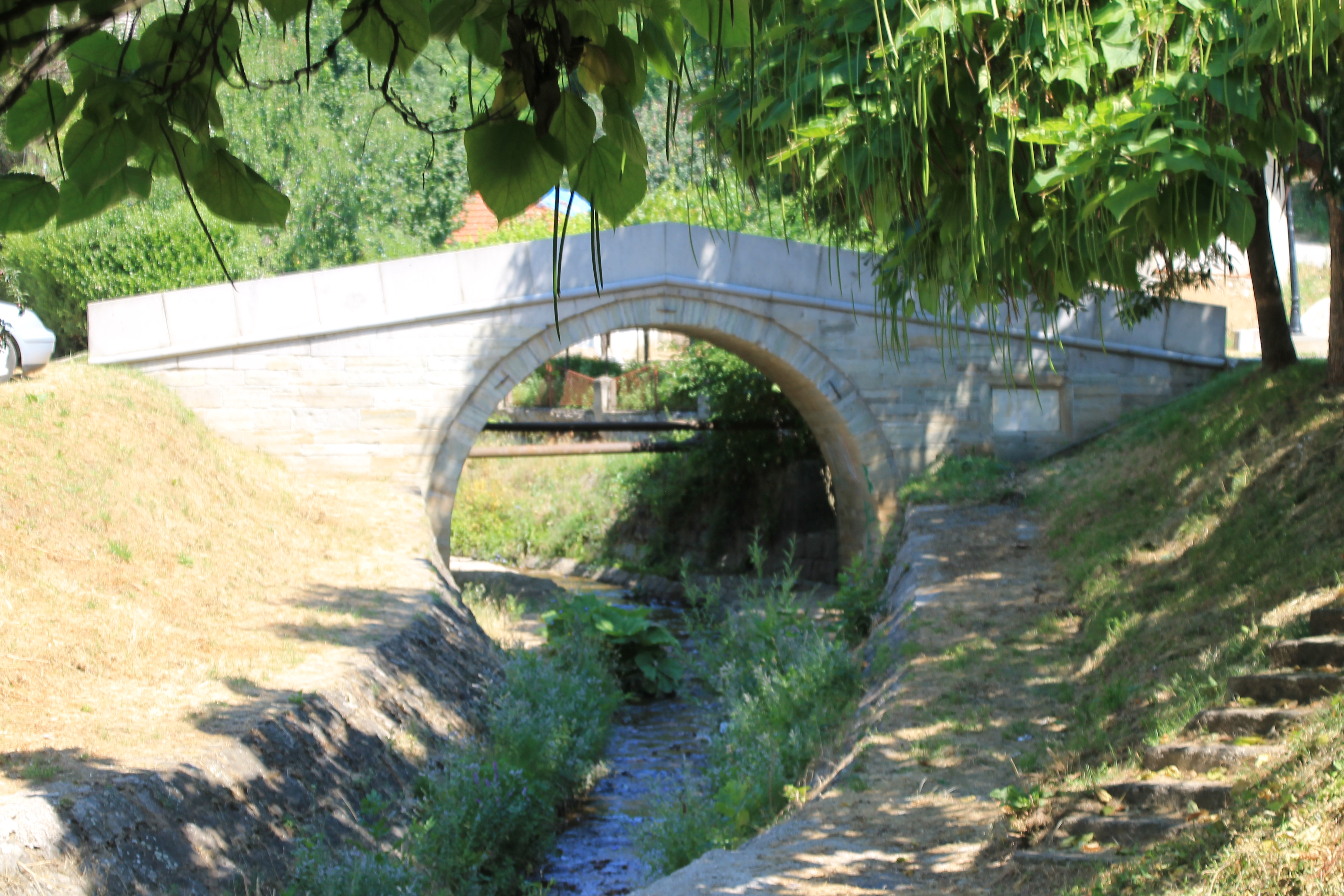
Мост в 2024 году